# Louis de Bigault de Signemont
Louis de Bigault de Signemont, né le 18 avril 1732 à Le Claon Meuse, mort le 23 août 1796 à Neuvilly-en-Argonne (Meuse), est un général français de la révolution.

## États de service
Cadet au régiment d'infanterie de Chartres en 1746, lieutenant en second le 27 mai, il devient lieutenant en premier le 28 novembre 1746. En 1758, il est blessé au genou à la bataille de Crevelt. Capitaine-commandant le 4 juin 1766, lieutenant-colonel des grenadiers royaux du régiment de Lorraine le 8 avril 1779, il est réformé le 31 mars 1791 pour raisons d’âge et nommé maréchal de camp. 
Il profite des événements de l’époque pour organiser la première garde nationale et de se faire nommer le 1er septembre 1791 lieutenant-colonel en chef du 1er bataillon de la Meuse, et c’est grâce à cette fonction qu’il commande l'escorte qui ramène Louis XVI de Varennes à Sainte-Menehould, où il remet le roi au commandant de la garde nationale parisienne. Le 12 novembre 1792, il est remis en activité et prend le commandement de la citadelle de Longwy, puis au mois d’avril 1793 la place de Sarrelouis. 
Il est destitué comme noble le 1er juin 1793. Maire de Neuvilly-en-Argonne, son corps est retrouvé le 6 fructidor an IV (23 août 1796) dans la forêt d’Argonne.

## Distinctions
- Chevalier de l'ordre royal et militaire de Saint-Louis.

## Sources
- http://roglo.eu/roglo?lang=fr&m=NG&n=Louis+de+Bigault+de+Signemont+&t=PN
- http://www.napoleon-series.org/research/frenchgenerals/c_frenchgenerals6.html
- Georges Six, Dictionnaire biographique des généraux & amiraux français de la Révolution et de l'Empire (1792-1814), (page 102).